# Riverdale (Nueva York)
Riverdale es un barrio residencial ubicado en la parte noroeste del Bronx, un borough de la ciudad de Nueva York. Riverdale, que tiene una población de 47.850 habitantes según el censo de población de los Estados Unidos del año 2000, tiene el punto más septentrional de la ciudad, el College of Mount Saint Vincent. Los límites de Riverdale son un asunto de desacuerdo, pero se acepta comúnmente que limita con Yonkers al norte, Van Cortlandt Park y Broadway al este, el barrio Kingsbridge al sureste, o el río Harlem o el barrio Spuyten Duyvil al sur, y el río Hudson al oeste. Riverdale Avenue es la principal carretera en dirección norte-sur en Riverdale.
El barrio forma parte de Bronx Community District 8, y su ZIP Codes incluyen 10463 y 10471. La zona es parte del 50° distrito policial del New York City Police Department. 

## Ubicación
El barrio está ubicado en la zona norte de la ciudad de Nueva York. El vecindario también se destaca por los numerosos parques y zonas de vegetación, y por el bosque original que forma parte de su paisaje montañoso. El barrio limita al norte con la ciudad de Yonkers, ubicada en el condado de Westchester.

## Superficie
Riverdale cubre cerca de tres millas cuadradas en el área. Es uno de los lugares más elevados de la ciudad de Nueva York. Desde el barrio es visible el edificio del Empire State, el puente George Washington, el Río Hudson, y las Palisades de Nueva Jersey. 

## Incidentes
El 26 de julio de 2010, el Servicio Meteorológico Nacional de los EE. UU. confirmó que un tornado EF1 había azotado Riverdale el día anterior. No hubo víctimas mortales, pero siete personas resultaron heridas en el incidente.